# آرثر أغسطس ألين
آرثر أغسطس ألين (بالإنجليزية: Arthur Augustus Allen)‏ هو عالم طيور أمريكي، ولد في 28 ديسمبر 1885 في بوفالو في الولايات المتحدة، وتوفي في 17 يناير 1964 في إثاكا في الولايات المتحدة.

## وصلات خارجية
- آرثر أغسطس ألين على موقع IMDb (الإنجليزية)
- آرثر أغسطس ألين على موقع ميوزك برينز (الإنجليزية)
- آرثر أغسطس ألين على موقع ديسكوغز (الإنجليزية)